# Christer Wadelius
Olov Christer Wadelius, född 20 september 1940 i Arvika, är en svensk byggnadsingenjör och ämbetsman.
Christer Wadelius avlade byggnadsingenjörsexamen vid tekniskt gymnasium i Uppsala 1964, studerade vid Stockholms universitet 1967–1970 och avlade examen från Kungliga Konsthögskolans arkitekturskola 1976. Han var anställd vid Ancker–Gate–Lindegrens arkitektkontor 1964–1966 och vid P.O. Olssons arkitektkontor 1967–1976. Wadelius var byrådirektör vid Byggnadsstyrelsen 1977–1980. Han var departementssekreterare i Utbildningsdepartementet 1981–1982 och utnämndes till departementssekreterare i Finansdepartementet 1983, kansliråd 1985, departementsråd 1987 och var finansråd 1990–1992. Christer Wadelius var generaldirektör för Statens fastighetsverk 1993–2002.
Wadelius var styrelseledamot i  Kemetyl AB 1990–1992 och i Penninglotteriet 1990–1995. Han utsågs 1990 till ledamot i Harpsundsnämnden och 1993 till ledamot i H.M. Konungens råd för mark- och byggnadsfrågor.